# Atropelamento coletivo de ciclistas em Porto Alegre
O atropelamento coletivo de ciclistas em Porto Alegre ocorreu em 25 de fevereiro de 2011, quando o bancário do Banco Central da capital gaúcha, Ricardo José Neis, que guiava um carro logo atrás de uma Massa Crítica, atropelou cerca de vinte pessoas que participavam do evento no bairro Cidade Baixa, em Porto Alegre. No dia, cento e cinquenta pessoas pedalavam no passeio. Dezenas de bicicletas foram quebradas, quinze pessoas ficaram feridas e oito foram levadas ao Hospital de Pronto Socorro da cidade, e liberadas sem ferimentos graves. O atropelador fugiu do local logo após o delito sem prestar socorro mas, na madrugada do mesmo dia, seu carro foi encontrado na zona leste da cidade.
Manifestantes que tinham participado da Massa Crítica permaneceram na via pintando mensagens e desenhos no asfalto e exigindo a prisão do atropelador. Inicialmente, a Polícia Civil anunciou que tratava o caso como lesão corporal culposa.
No dia 28 de fevereiro, o acusado e posterior réu confesso, Ricardo José Neis, se apresentou à Delegacia de Crimes de Trânsito. Em uma entrevista à imprensa no local, ele disse que "não teve intenção de atropelar os ciclistas" e eles teriam atingido seu carro com socos. A acusação foi negada por participantes da Massa Crítica, que reforçaram o caráter pacífico do evento. Em depoimento, porém, ele relatou que os vidros de seu carro não foram quebrados, ao contrário do que havia relatado inicialmente, mas sim um espelho retrovisor. O seu advogado, Luís Fernando Coimbra Albino, adiantou que Neis alegará ter agido em legítima defesa. Após o depoimento de Neis, o delegado Gilberto Almeida Montenegro classificou a versão ouvida como "meio fantasiosa". Cerca de quarenta pessoas presentes no local do atropelamento seriam ouvidas e deporiam à polícia civil antes do encerramento do inquérito.
No mesmo dia, o Ministério Público do Rio Grande do Sul pediu a prisão preventiva de Neis. Os promotores Eugênio Paes Amorim e Lúcia Helena Calegare argumentaram que a atitude do motorista foi múltipla tentativa de homicídio doloso; outra motivação citada para o pedido de prisão foi o histórico violento do réu - que incluía ameaças e agressão física e infrações de trânsito como excesso de velocidade, transitar pela calçada e na contramão. Um dia depois, o delegado da polícia civil responsável pelo caso, Gilberto Montenegro, anunciou que Neis será indiciado por tentativa de homicídio doloso duplamente qualificado, por motivo fútil e redução de defesa das vítimas, já que as atropelou pelas costas. A delegada Laura Rodrigues Lopes, responsável pelo acompanhamento inicial do caso, admitiu que "houve intenção de atropelamento coletivo". O filho de Neis também deporá, mas já disse que "o pai iniciou as provocações ao grupo de ciclistas".
No dia primeiro de março, às 23 horas, foi decretada a prisão preventiva de Neis. Em 2 de março, o réu confesso baixou no Hospital Parque Belém, alegando problemas psicológicos; sob custódia, aguardou a transferência para o Presídio Central de Porto Alegre. Em 3 de março, o Ministério Público pediu a transferência do hospital onde estava internado; segundo o MP, ele poderia ir para o Instituto Psiquiátrico Forense e, se os médicos o liberassem, para o Presídio Central. Ainda segundo o MP, Neis teria mostrado não ter insanidade mental porque obteve habilitação para ser motorista, tinha porte de arma e passou em concursos concorridos, como o do Banrisul. Em 11 de março, depois do período de internação, Neis foi transferido para o presídio, com base em laudo médico do Instituto Psiquiátrico Forense.
Em 2 de março, um dos atropelados por Neis foi internado novamente no Hospital de Pronto Socorro. Ele tinha hematomas intracranianos. No mesmo dia, o estudante de direito da Pontifícia Universidade Católica do Rio Grande do Sul entrou com recurso de habeas corpus para o atropelador; no dia seguinte, contudo, Tribunal de Justiça não chegou a avaliar o pedido, sob justificativa de inexistência de "convergência de interesses".
Em 21 de março, Ricardo Neis foi denunciado pelo Ministério Público à Justiça por dezessete tentativas de homicídio triplamente qualificadas - motivo fútil, através de que resultou em perigo comum e com dificuldade de defesa das vítimas.
No dia 7 de abril, a 3ª Câmara Criminal do Tribunal de Justiça do Rio Grande do Sul concedeu habeas corpus ao atropelador, sob argumentação do desembargador Odone Sanguiné de que não haveria indicação concreta de que Neis ameaçaria testemunhas ou vítimas, ou destruísse provas. Ele foi libertado no dia seguinte.
Em 22 de fevereiro de 2013, houve uma pedalada em homenagem aos feridos, durante o segundo dia do 2º Forum Mundial da Bicicleta, onde mais de 1000 pessoas participaram de uma pedalada da Massa Crítica.

## Manifestações
No dia 28 de fevereiro, uma bicicletada em São Paulo prestou solidariedade aos ciclistas porto-alegrenses. Em Porto Alegre ocorreu um protesto no dia 1 de março. Este evento reuniu duas mil pessoas que, saídas do Largo Zumbi dos Palmares, passaram pelo local do acidente e chegaram à frente da Prefeitura Municipal; após cerca de uma hora, foram recebidas pelo secretário municipal de Coordenação Política e Governança Local, Cezar Busatto, a quem sugeriram um plano educacional a motoristas. Durante o trajeto, os manifestantes deitaram-se na pista três vezes para lembrar o atropelamento. Neste mesmo dia, ocorreram bicicletadas em Buenos Aires, Maceió, Belo Horizonte, Salvador e Santiago; no dia seguinte aconteceram em Rio de Janeiro, Curitiba, Bogotá, Natal e Rio Grande; e no dia 3 em Pelotas, Brasília e Aracaju. Em 25 de março, aconteceram Massas Críticas que lembraram o ocorrido em Porto Alegre, São Paulo, Curitiba, Recife e Rio de Janeiro.
No dia 11 de abril, motivados pela concessão de habeas corpus a Ricardo Neis, cerca de cem pessoas protestaram em Porto Alegre.

## Julgamento
Em 23 de novembro de 2016 foi iniciado o julgamento popular de Ricardo Neis.
Neis foi condenado a 12 anos e nove meses de prisão, por 11 tentativas de homicídio e cinco lesões corporais.